# Spanische Feldschnecke

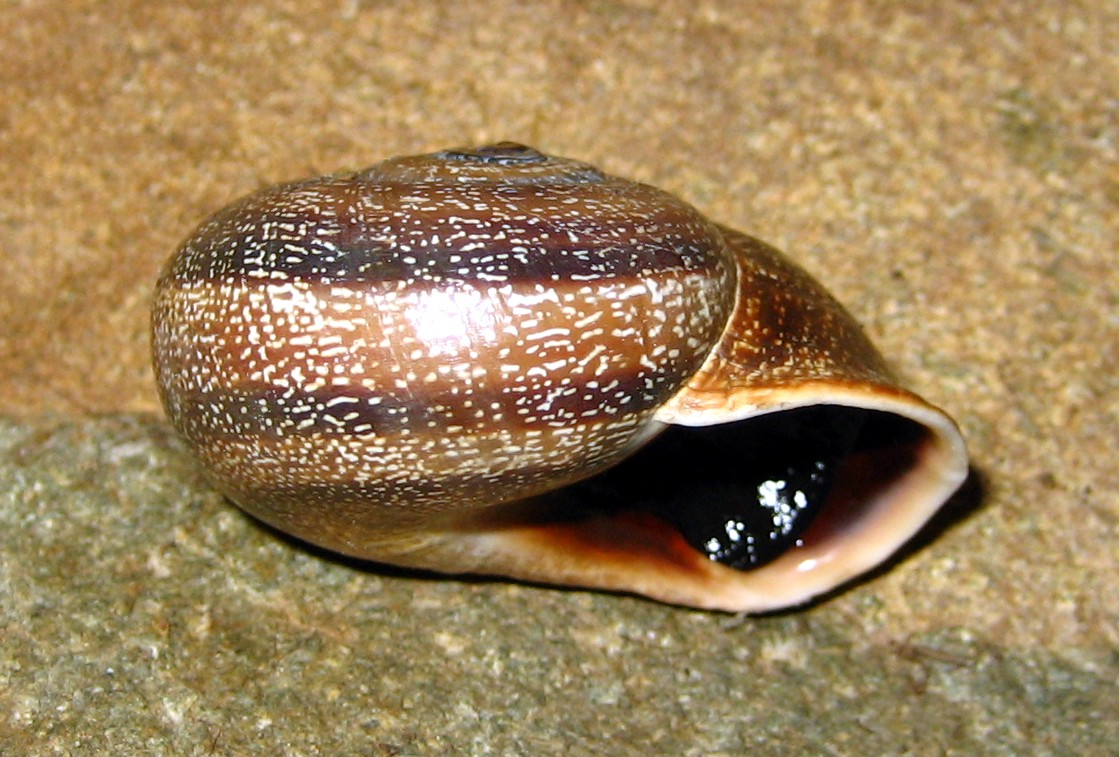
Aus der Windungsachse abfallende Endwindung, Mündung mit leicht nach außen gebogener, weißlicher Lippe

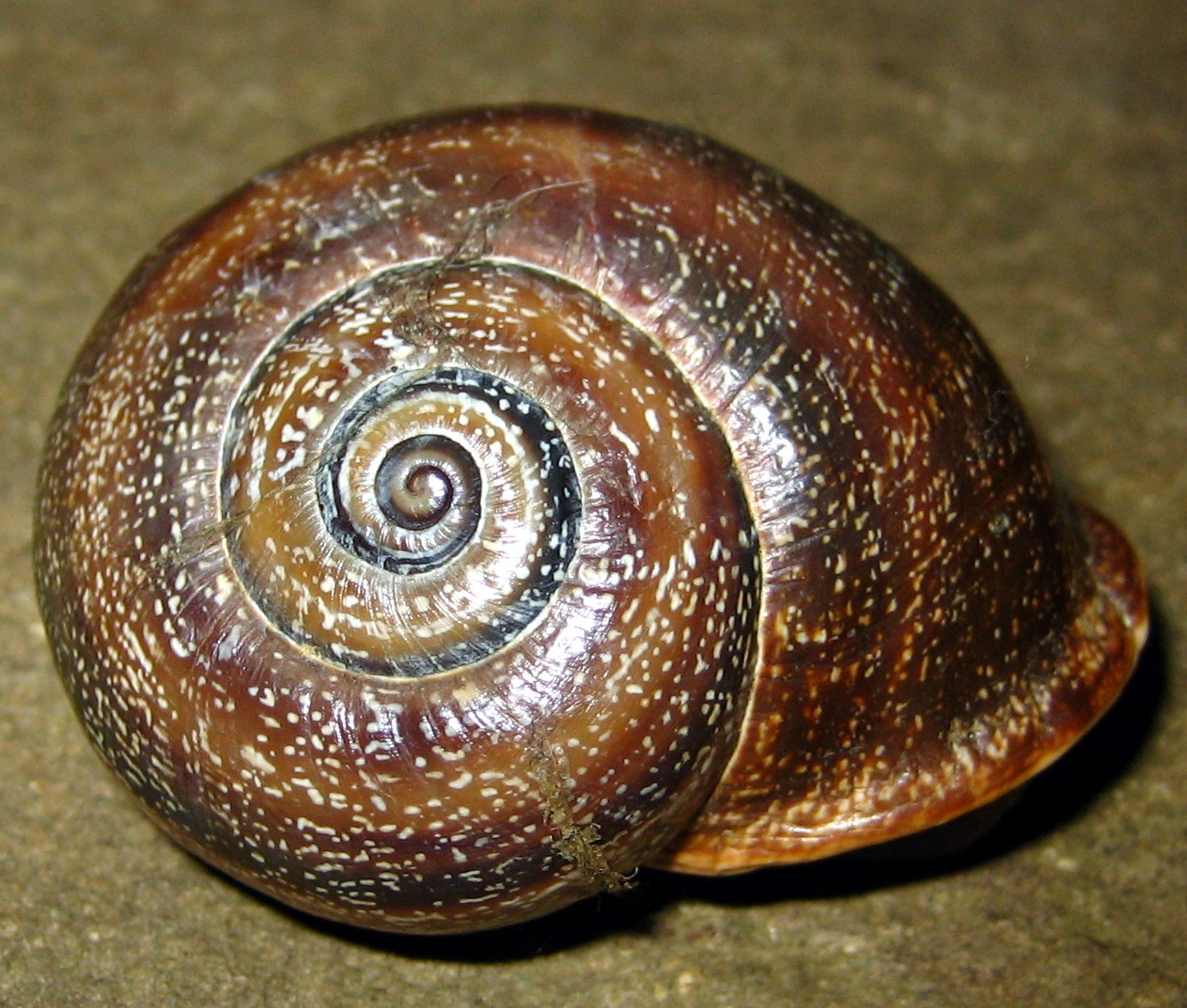
Sicht von oben auf die Windungen, deutlich sichtbarer erweiterter Mundsaum

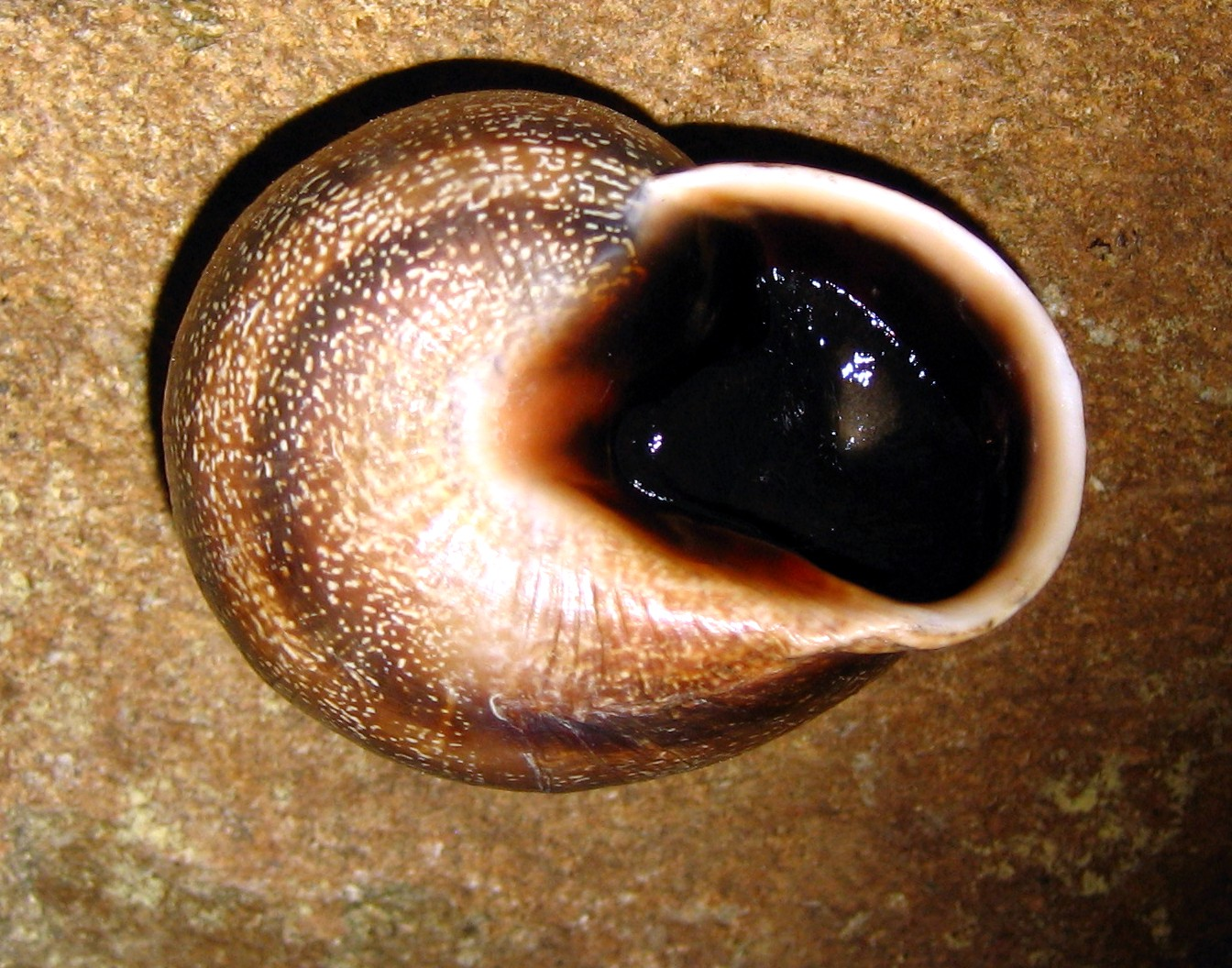
Sicht auf die Unterseite mit geschlossenem Nabel, dunkelbrauner Mündung und heller Lippe

Die Spanische Feldschnecke (Otala punctata) ist eine landlebende Schneckenart aus der Familie der Schnirkelschnecken (Helicidae). Die Art wurde durch menschliche Aktivität fast weltweit verschleppt.

## Merkmale
Das Gehäuse ist flach-konisch bis abgeflacht konisch. Es misst 16–23 × 33–40 mm (20–24 × 33–39 mm). Es werden vier bis fünf Windungen gebildet, die nur langsam und regelmäßig zunehmen. Davon entfallen bereits 1 ¼ Windungen auf den Protoconch. Die Naht ist nur mäßig tief. Die letzte Windung fällt aus der Spiralebene stark ab. Die Windungen sind außen nur mäßig konvex gewölbt. Die Mündung ist sehr schief zur Windungsachse und fällt auch stark aus der Windungsebene ab. Der Mundsaum ist nach außen gebogen und stark verbreitert. Die innere Mündung ist dunkelbraun oder dunkel rötlichbraun gefärbt und glänzend. Die Färbung wird zur Lippe hin blasser, der Mundsaum selber ist weiß oder blassbraun. Der untere Rand (Spindellippe) ist zahnartig verdickt. Der Nabel ist geschlossen und vom Mündungsrand überdeckt.
Die Schale ist fest und weißlich bis graubraun, die Außenseite ist sehr variabel gefärbt, aber meist braun, graubraun oder hellbraun gefärbt. Die Windungen tragen zwei bis fünf undeutliche dunklere Bänder. Die Bänder und der Hintergrund weisen zahlreiche regellos verteilte weiße Flecken auf, die durch weiße Flecke unterbrochen sind. Die Zeichnung ist jedoch sehr variabel. Feine Anwachslinien kreuzen sich mit feinen Spirallinien. Die Oberfläche ist glänzend.
Der Körper des Tieres ist hellbraun bis graubraun. Im Genitalapparat mündet der Samenleiter in den Penis mit Epiphallus; an der Einmündung ist ein langes Flagellum ausgebildet. Der Penis ist lang, etwa ebenso lang der Epiphallus. Der Penisretraktormuskel setzt etwa nach einem Drittel der Penis-Epiphalluslänge nach der Einmündung des Samenleiters am Epiphallus an. Der freie Eileiter ist länger als die Vagina. Die Spermathek ist klein und rundlich mit einem langen, dünnen Stiel. Etwa nach einem Drittel der Länge des Stieles zweigt ein dünnes Divertikulum ab, das etwa so lang ist wie der Stiel der Spermathek oder noch etwas länger. An der Vagina setzen zwei Büschel mit Schleimdrüsen an. Etwas darunter sitzt der Pfeilsack. Das Atrium ist sehr kurz.

## Ähnliche Arten
Otala punctata ist leicht mit der Schwarzmund-Feldschnecke (Otala lactea) zu verwechseln. Bei Otala punctata ist die Mündung weniger intensiv braun gefärbt, die Lippe ist gewöhnlich weiß. Die zahnartige Verdickung des Spindelrandes fehlt bei Otala punctata. Ein weiterer Unterschied wurde im Genitalapparat gefunden. Die Schwarzmund-Feldschnecke besitzt ein längeres Flagellum als die Spanische Feldschnecke, jeweils im Verhältnis zum Penis-Epiphallus-Komplex und außerdem einen längeren freien Eileiter.
Bei der Divertikelschnecke (Eobania vermiculata) ist die Mündung weiß und die letzte Windung ist stärker erweitert. Otala punctata ist außerdem deutlich größer.

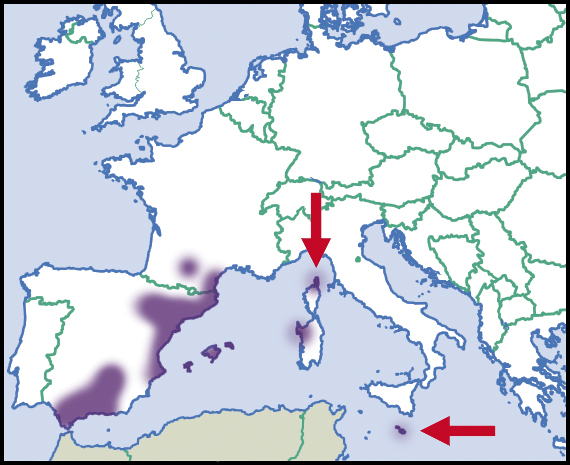
Verbreitungsgebiet der Spanischen Feldschnecke in Europa

## Geographische Verbreitung und Lebensraum
Das Verbreitungsgebiet von Otala punctata erstreckt sich vom Département Ariège und der Region Roussillon (nördlich bis Leucate, Dépt. Aude) über Katalonien bis nach Andalusien. Allerdings finden sich widersprüchliche Angaben zum Verbreitungsgebiet in der Literatur.
Isolierte Vorkommen gibt es auf den Balearen, Korsika und Nordwestalgerien, wobei letztere Vorkommen möglicherweise auf Einschleppung zurückgehen. Sicher eingeschleppt ist die Art in Sardinien (Umgebung von Alghero). In den USA ist sie inzwischen weit verbreitet. 2003 wurde Otala punctata in Malta, 2010 in Argentinien und 2017 auch in Chile nachgewiesen.
2017 wurde der Fund eines frisch toten Exemplars von Otala puntata publiziert, das in Mainz-Kastel (Rheinland-Pfalz) gefunden wurde. In diesem Fall konnte die Einschleppung mittels eines in Spanien gekauften Olivenbaumes nachvollzogen werden.
Die Art lebt im Ödland in den Krautbeständen, aber auch im Kulturland, an und in Steinmauern, Gärten und Weinbergen. Sie ernährt sich von frischem Pflanzenmaterial. Sie steigt bis auf 1000 m über NN an.

## Schadwirkung
Die Spanische Feldschnecke wird zumindest in Gebieten, wo sie eingeschleppt wurde, als potentieller Schädling betrachtet. In Südafrika wurde in den 1980er Jahren eine auf eingeschleppte Exemplare zurückgehende Kolonie mit einem Kostenvolumen von 215.000 Rand über drei Jahre wieder ausgerottet.

## Die Spanische Feldschnecke als Nahrungsmittel
Die Spanische Feldschnecke wird in Spanien gesammelt und gegessen. Das Vorkommen in Sardinien geht möglicherweise auf die absichtliche Einführung zurück, um auch hier diese große Art für die Küche sammeln zu können.

## Gefährdung
Die Spanische Feldschnecke gilt als nicht gefährdet. Allerdings nehmen die Populationen in den Gebieten ab, in denen die Art intensiv gesammelt wird. Möglicherweise werden hier die Bestände überstrapaziert und es sind Managementmaßnahmen notwendig.

## Taxonomie
Die Art wurde von Otto Friedrich Müller 1774 als Helix punctata aufgestellt. Sie wird heute allgemein zur Gattung Otala Schumacher, 1817 gestellt. Synonyme sind Helix calendyma Bourguignat, 1864 und Helix apalolena Bourguignat, 1867.
Während Albuquerque de Matos 2014 noch aufgrund umfangreicher morphologischer Untersuchungen und Kreuzungsexperimenten annahm, dass die Schwarzmund-Feldschnecke (Otala lactea) und die Spanische Feldschnecke (Otala punctata) konspezifisch sind, kamen Razkin et al. 2015 aufgrund molekulargenetischer Ergebnisse zum Schluss, dass es sich (doch) um zwei Arten handelt.